# Famille Galatazzi
 (juillet 2025).
Motif : Famille(s) tellement obscure(s) que leur périmètre n'est pas maitrisé.
- Archive Wikiwix
- Bing
- Cairn
- DuckDuckGo
- E. Universalis
- Gallica
- Google
- G. Books
- G. News
- G. Scholar
- Persée
- Qwant
- (zh) Baidu
- (ru) Yandex
- (wd) trouver des œuvres sur Wikidata

| 1. | Préciser le motif de la pose du bandeau. | Précisez le motif de la pose du bandeau en utilisant la syntaxe suivante : {{admissibilité à vérifier\|date=juillet 2025\|motif=remplacez ce texte par le motif}}                      |
| 2. | Informer les utilisateurs concernés.     | Pensez à avertir le créateur de l'article, par exemple, en insérant le code ci-dessous sur sa page de discussion : {{subst:avertissement admissibilité à vérifier\|Famille Galatazzi}} |

La ou les famille(s) Galatazzi sont une ou deux familles patriciennes de Venise, originaire(s) d'outre-Arno.

## Histoire
Ils donnèrent des tribuns à Venise.

Ils s'éteignirent en 1309 avec un certain Vittore ou Nicolò Galatazzi, selon les sources.

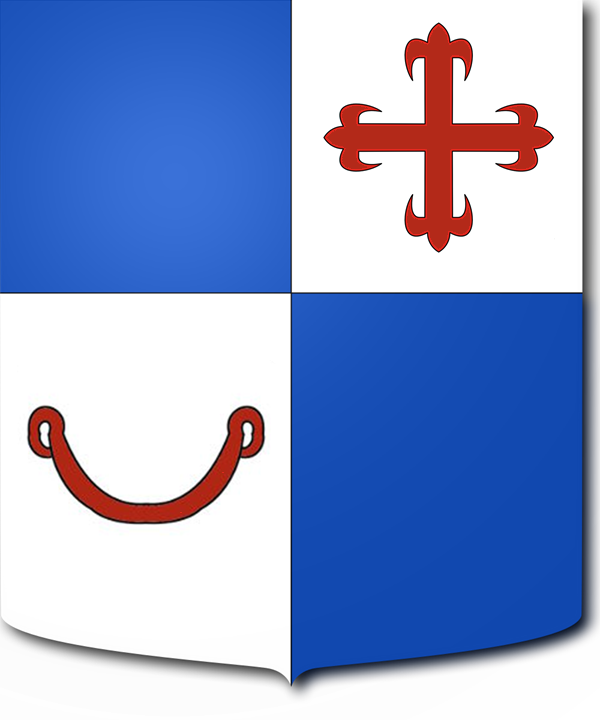
Armes des Galatazzi

## Armes
Armes : Écartelé : aux premier et quatrième, d'azur plein, au deuxième, d'argent à la croix florencée de gueules, au troisième, d'argent à une cornière renversée de gueules.